# Поверхность (телесериал)
«Пове́рхность» (англ. Surface) — американский научно-фантастический триллер.
Слоган: «The fate of the world is in their hands. They just don't know it.»

## Описание
Сериал рассказывает историю о том, как группа биологов из института океанографии во главе с доктором Ларой Дотери во время очередного научного исследования на большой глубине где-то в Атлантическом океане делает сенсационное открытие нового вида животного. Новый вид является крупнейшим из когда-либо существовавших на Земле. Однако службы морского флота США под руководством секретной организации, следящей за данным видом на протяжении нескольких лет, конфискуют все результаты исследования и пытаются сохранить в тайне данное открытие.
Наряду с Ларой главными героями сюжетных линий являются:
- Рич — примерный семьянин, который теряет брата на подводной рыбалке — гигантское существо утаскивает его за собой на глубину. Рич пытается найти ответы и вскоре судьба сводит его с доктором Дотери.
- Майлз — самый обычный школьник, во время ночной прогулки на катере сталкивается с детёнышем существа, после чего обнаруживает в местном заливе скопление икры неизвестного происхождения. Принеся икринку размером с мяч домой и запустив её в аквариум, вскоре он получит себе нового друга.

## В ролях
| Актёр               | Роль                                                              |
| ------------------- | ----------------------------------------------------------------- |
| Лейк Белл           | Морской биолог Лора Дотери (Laura Daughtery)                      |
| Джей Р. Фергюсон    | Страховой агент Ричард Коннелли (Richard Connelly)                |
| Картер Дженкинс     | Школьник Майлс Барнетт (Miles Barnett)                            |
| Йен Энтони Дейл     | Государственный чиновник Дэвис Ли (Davis Lee)                     |
| Раде Шербеджия      | Эволюционный биолог Доктор Александр Сирко (Dr. Aleksander Cirko) |
| Лейтон Мистер       | Сестра Майлса Саванна Барнетт (Savannah Barnett)                  |
| Эдди Хэссел         | Лучший друг Майлса Фил Нэнс (Phil Nance)                          |
| Линдсей Годфрей     | Подруга Майлса Кэтлин Блюм (Cathleen Blum)                        |
| Рик Рейтс           | Папа Майлса Рон Барнетт (Ron Barnett)                             |
| Луанна Купер        | Мама Майлса Сильвия Барнетт (Sylvia Barnett)                      |
| Келли Коллинз Линтц | Жена Ричарда Трейси Коннелли (Tracy Connelly)                     |
| Бобби Кулман        | Сын Лоры Джесси (Jessie)                                          |
| Конор Росс          | Друг Майлса Зак (Zack)                                            |